# Rugaspidiotus sculpturatus
Rugaspidiotus sculpturatus är en insektsart som beskrevs av Ferris 1938. Rugaspidiotus sculpturatus ingår i släktet Rugaspidiotus och familjen pansarsköldlöss. Inga underarter finns listade i Catalogue of Life.